# Aeropuerto Internacional de Arkansas
El Aeropuerto Internacional de Arkansas (IATA: BYH, OACI: KBYH, FAA LID: BYH) es un aeropuerto público ubicado a 5 km al noroeste de Blytheville, una ciudad del Estado de Arkansas, EE. UU.

## Instalaciones
El Aeropuerto Internacional de Arkansas ocupa 1.100 ácres y tiene una pista de aterrizaje:
- Pista 18/36: 11.602 x 150 ft (3.536 x 46 m), Superficie: Asfalto/Hormigón

Dispone de 277.350 m² de espacio, lo que lo convierte en el segundo complejo industrial más grande de Arkansas. 
Puesto que fue una base aérea militar, tiene habitaciones e instalaciones que no hay muchos complejos que los tengan disponibles. Algunos de estos elementos adicionales incluyen pistas paalelas largas y seis hangares. Estos hangares son lo suficientemente grandes como para acomodar un DC-10 o un Boeing 747. Las instalaciones también incluyen un hangar de mantenimiento y prueba, con suficiente espacio para atender a los aviones nombrados anteriormente. Estas instalaciones ocupan un espacio de 162.250 m².
El aeropuerto posee la pista más grande del estado de Arkansas. Posee aproximadamente 3536 metros de longitud. El aeropuerto también posee unas condiciones climáticas muy razonables. El aeropuerto puede atender hasta cincuenta aviones, y posee zonas de almacenaje para las necesidades de mantenimiento y reparación.
El aeropuerto también cuenta con una zona de movimiento de tropas de la Guardia Nacional, así como entrenamiento de tierra de las maniobras de atención a vuelos militares.

## Historia
El Aeropuerto Internacional de Arkansas fue creado de la xclausurada Base de la Fuerza Aérea Eaker, después de que la USAF la clausurase el 15 de diciembre de 1992.  